# Ron Garland
Ronald Garland (28 tháng 7 năm 1931 – 4 tháng 4 năm 1989) là một cầu thủ bóng đá người Anh thi đấu ở vị trí tiền đạo trung tâm. Ông thi đấu ở Football League cho Oldham Athletic.
Garlvà thi đấu cho South Bank St Peters trước khi gia nhập Oldham Athletic. Ông ghi 3 bàn trong 9 trận, trong đó có 1 bàn thắng trong chiến thắng 3-2 trên sân khách trước Hartlepool United vào tháng 9 năm 1955, trước khi rời đi để gia nhập Mossley. Ông ghi 20 bàn trong 47 trận cho Mossley, sau đó lại rời đi để gia nhập Stalybridge Celtic.